# Carenne Ludeña
Carenne Cumanda Ludeña Cronick es una matemática venezolana, ganadora del Premio Fundación Empresas Polar Lorenzo Mendoza Fleury, importante galardón otorgado por el sector privado en Venezuela por la labor científica e investigativa.

## Biografía

### Primeros años y formación profesional
Ludeña nació en los Estados Unidos, hija de un padre ecuatoriano y una madre venezolana. A los tres años de edad llegó a Venezuela con su familia. Cursó su educación básica primaria en la institución Monte Carmelo y la secundaria en el Liceo Luis Eduardo Ettedgui. Entre 1982 y 1988 cursó una Licenciatura en Matemáticas en la Universidad Simón Bolívar y entre 1988 y 1991 una Maestría en Matemáticas, Estadística y Probabilidades en la misma institución. En 1993 se trasladó a Europa para cursar un Doctorado en Modelaje Estadístico y Estocástico en la Universidad de París-Sur.

### Carrera
A mediados de la década de 1990 se vinculó profesionalmente al Instituto Venezolano de Investigaciones Científicas (IVIC), donde realizó actividades de docencia e investigación. Allí desarrolló un proyecto investigativo titulado "Inferencia Estadística en Modelos de Escalamiento". Estuvo vinculada al instituto hasta 2011 y empezó a desempeñarse como coordinadora de posgrado e investigadora en la Universidad Central de Venezuela, institución en la que permaneció activa hasta 2016. En la universidad fundó el Laboratorio de Grandes Volúmenes de Datos para el análisis y visualización de datos complejos. En 2016 se vinculó profesionalmente a la Universidad Antonio Nariño en Bogotá, Colombia.
La investigación realizada por Ludeña se centra en el área de la estadística matemática, desarrollando estrategias para extraer información de datos y señales, aplicando su estudio en algunas comunidades de su país. En 2011 recibió el prestigioso Premio Fundación Empresas Polar Lorenzo Mendoza Fleury como reconocimiento a su labor investigativa en matemática y estadística.

## Premios y reconocimientos
- 2011 - Premio Fundación Empresas Polar Lorenzo Mendoza Fleury